# Список финалов Кубка Билли Джин Кинг

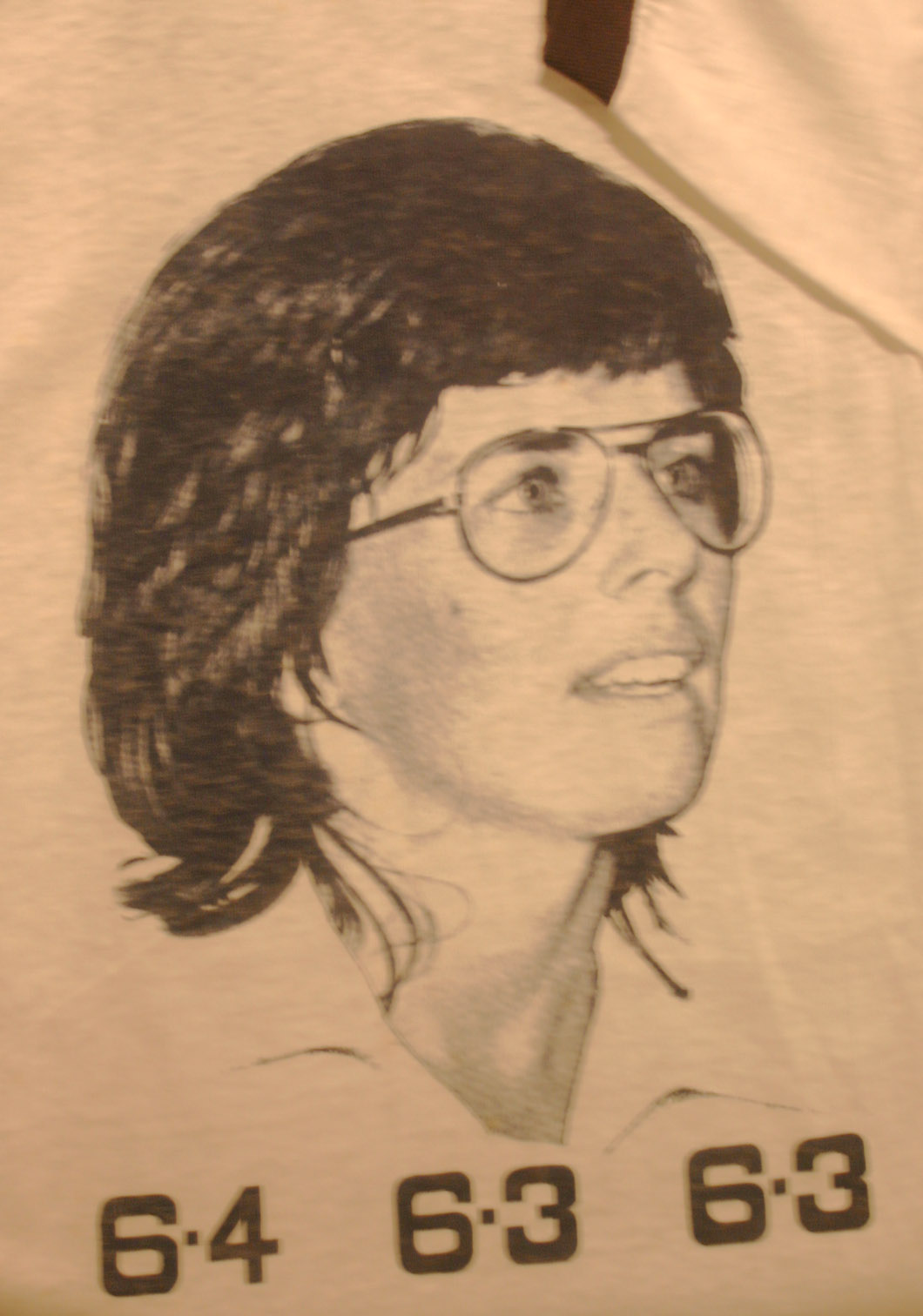
Билли Джин Кинг — одна из теннисисток сборной США, победившей в самом первом розыгрыше кубка.

Список финалов розыгрышей Кубка Билли Джин Кинг (до 2020 года — Кубка Федерации) содержит список результатов финалов турнира за всю его историю с 1963 года, а также сопутствующую информацию.

## Финалы турнира
| Сезон     | Победитель    | Финалист           | Счёт финала | Место проведения финала        | Арена проведения финала и покрытие                  |
| --------- | ------------- | ------------------ | ----------- | ------------------------------ | --------------------------------------------------- |
| 2024      | Италия (5)    | Словакия           | 2-0         | Малага, Испания                | Дворец спорта Хосе Мария Мартин Карпена, хард (зал) |
| 2023      | Канада        | Италия (2)         | 2-0         | Севилья, Испания               | Олимпийский стадион, хард (зал)                     |
| 2022      | Швейцария     | Австралия (12)     | 2-0         | Глазго, Великобритания         | Эмирейтс Арена, хард (зал)                          |
| 2020/2021 | Россия (5)    | Швейцария (2)      | 2-0         | Прага, Чехия                   | O2 Arena, хард (зал)                                |
| 2019      | Франция (3)   | Австралия (11)     | 3-2         | Перт, Австралия                | Perth Arena, хард                                   |
| 2018      | Чехия (11)    | США (12)           | 3-0         | Прага, Чехия                   | O2 Arena, хард (зал)                                |
| 2017      | США (18)      | Беларусь           | 3-2         | Минск, Беларусь                | Чижовка-Арена, хард                                 |
| 2016      | Чехия (10)    | Франция (3)        | 3-2         | Страсбург, Франция             | Rhénus Sport, хард (зал)                            |
| 2015      | Чехия (9)     | Россия (7)         | 3-2         | Прага, Чехия                   | O2 Arena, хард (зал)                                |
| 2014      | Чехия (8)     | Германия (5)       | 3-1         | Прага, Чехия                   | O2 Arena, хард (зал)                                |
| 2013      | Италия (4)    | Россия (6)         | 4-0         | Кальяри, Италия                | Tennis Club Cagliari, грунт                         |
| 2012      | Чехия (7)     | Сербия             | 3-1         | Прага, Чехия                   | O2 Arena, хард (зал)                                |
| 2011      | Чехия (6)     | Россия (5)         | 3-2         | Москва, Россия                 | СК «Олимпийский», хард (зал)                        |
| 2010      | Италия (3)    | США (11)           | 3-1         | Сан-Диего, США                 | San Diego Sports Arena, хард (зал)                  |
| 2009      | Италия (2)    | США (10)           | 4-0         | Реджо-ди-Калабрия, Италия      | Circolo del Tennis, грунт                           |
| 2008      | Россия (4)    | Испания (6)        | 4-0         | Мадрид, Испания                | Club de Campo Villa de Madrid, грунт                |
| 2007      | Россия (3)    | Италия             | 4-0         | Москва, Россия                 | Лужники, хард (зал)                                 |
| 2006      | Италия        | Бельгия            | 3-2         | Шарлеруа, Бельгия              | Spiroudome, хард (зал)                              |
| 2005      | Россия (2)    | Франция (2)        | 3-2         | Париж, Франция                 | Корт Филиппа Шатрие, грунт                          |
| 2004      | Россия        | Франция            | 3-2         | Москва, Россия                 | ДС «Динамо», ковёр (зал)                            |
| 2003      | Франция (2)   | США (9)            | 4-1         | Москва, Россия                 | Олимпийский, ковёр (зал)                            |
| 2002      | Словакия      | Испания (5)        | 3-1         | Гран-Канария, Испания          | Palacio de Congresos, хард (зал)                    |
| 2001      | Бельгия       | Россия (4)         | 2-1         | Мадрид, Испания                | Parque Ferial Juan Carlos I, грунт (зал)            |
| 2000      | США (17)      | Испания (4)        | 5-0         | Лас-Вегас, США                 | Mandalay Bay Events Center, ковёр (зал)             |
| 1999      | США (16)      | Россия (3)         | 4-1         | Стенфорд, США                  | Taube Tennis Stadium, хард                          |
| 1998      | Испания (5)   | Швейцария          | 3-2         | Женева, Швейцария              | Palexpo Hall, хард (зал)                            |
| 1997      | Франция       | Нидерланды (2)     | 4-1         | Хертогенбос, Нидерланды        | Brabant Hall, ковёр (зал)                           |
| 1996      | США (15)      | Испания (3)        | 5-0         | Атлантик-Сити, США             | Atlantic City Convention Center, ковёр (зал)        |
| 1995      | Испания (4)   | США (8)            | 3-2         | Валенсия, Испания              | Valencia T.C., грунт                                |
| 1994      | Испания (3)   | США (7)            | 3-0         | Франкфурт, Германия            | Waldstadion T.C., грунт                             |
| 1993      | Испания (2)   | Австралия (10)     | 3-0         | Франкфурт, Германия            | Waldstadion T.C., грунт                             |
| 1992      | Германия (2)  | Испания (2)        | 2-1         | Франкфурт, Германия            | Waldstadion T.C., грунт                             |
| 1991      | Испания       | США (6)            | 2-1         | Ноттингем, Великобритания      | Nottingham Tennis Centre, хард                      |
| 1990      | США (14)      | СССР (2)           | 2-1         | Атланта, США                   | Peachtree W.O.T., хард                              |
| 1989      | США (13)      | Испания            | 3-0         | Токио, Япония                  | Ariake Forest Park Centre, хард                     |
| 1988      | ЧССР (5)      | СССР               | 2-1         | Мельбурн, Австралия            | Flinders Park, хард                                 |
| 1987      | ФРГ           | США (5)            | 2-1         | Ванкувер, Канада               | Hollyburn C.C., хард                                |
| 1986      | США (12)      | ЧССР               | 3-0         | Прага, ЧССР                    | Stvanice Stadium, грунт                             |
| 1985      | ЧССР (4)      | США (4)            | 2-1         | Нагоя, Япония                  | Nagoya Green T.C., хард                             |
| 1984      | ЧССР (3)      | Австралия (9)      | 2-1         | Сан-Паулу, Бразилия            | Pinheiros Sports Club, грунт                        |
| 1983      | ЧССР (2)      | ФРГ (4)            | 2-1         | Цюрих, Швейцария               | Albisguetli T.C., грунт                             |
| 1982      | США (11)      | ФРГ (3)            | 3-0         | Санта-Клара, США               | Decathlon Club, грунт                               |
| 1981      | США (10)      | Великобритания (4) | 3-0         | Токио, Япония                  | Tamagawa-en Racquet Club, грунт                     |
| 1980      | США (9)       | Австралия (8)      | 3-0         | Западный Берлин                | Rot-Weiss Tennis Club, грунт                        |
| 1979      | США (8)       | Австралия (7)      | 3-0         | Мадрид, Испания                | RSHE Club Campo, грунт                              |
| 1978      | США (7)       | Австралия (6)      | 2-1         | Мельбурн, Австралия            | Kooyong Club, трава                                 |
| 1977      | США (6)       | Австралия (5)      | 2-1         | Истборн, Великобритания        | Devonshire Park, трава                              |
| 1976      | США (5)       | Австралия (4)      | 2-1         | Филадельфия, США               | The Spectrum, ковёр (зал)                           |
| 1975      | ЧССР          | Австралия (3)      | 3-0         | Экс-ан-Прованс, Франция        | Aixoise C.C., грунт                                 |
| 1974      | Австралия (7) | США (3)            | 2-1         | Неаполь, Италия                | Naples T.C.. грунт                                  |
| 1973      | Австралия (6) | ЮАР                | 3-0         | Бад-Хомбург, Западная Германия | Bad Homburg T.C., грунт                             |
| 1972      | ЮАР           | Великобритания (3) | 2-1         | Йоханнесбург, ЮАР              | Ellis Park, хард                                    |
| 1971      | Австралия (5) | Великобритания (2) | 3-0         | Перт, Австралия                | Royal King’s Park T.C., трава                       |
| 1970      | Австралия (4) | ФРГ (2)            | 3-0         | Фрайбург, Западная Германия    | Freiburg T.C., грунт                                |
| 1969      | США (4)       | Австралия (2)      | 2-1         | Афины, Греция                  | Athens T.C., грунт                                  |
| 1968      | Австралия (3) | Нидерланды         | 3-0         | Париж, Франция                 | Roland Garros, грунт                                |
| 1967      | США (3)       | Великобритания     | 2-0         | Западный Берлин                | Blau-Weiss T.C., грунт                              |
| 1966      | США (2)       | ФРГ                | 3-0         | Турин, Италия                  | Turin Press Sporting Club, грунт                    |
| 1965      | Австралия (2) | США (2)            | 2-1         | Мельбурн, Австралия            | Kooyong Club, трава                                 |
| 1964      | Австралия     | США                | 2-1         | Филадельфия, США               | Germantown Cricket Club, трава                      |
| 1963      | США           | Австралия          | 2-1         | Лондон, Великобритания         | Queen’s Club, трава                                 |

Примечание: Титулы и финалы сборных Чехословакии и Чехии, СССР и России, ФРГ и Германии считаются совместно.

## Сводная статистика по победителям

### Сборные
| Титулы | Сборная   |
| ------ | --------- |
| 18     | США       |
| 11     | Чехия     |
| 7      | Австралия |
| 5      | Испания   |
| 5      | Россия    |
| 5      | Италия    |
| 3      | Франция   |
| 2      | Германия  |
| 1      | Бельгия   |
| 1      | Канада    |
| 1      | Словакия  |
| 1      | Швейцария |
| 1      | ЮАР       |

### Теннисистки
| Титулы | Теннисистка |
| ------ | --- |
| 8      | Крис Эверт |
| 7      | Розмари Касальс, Билли-Джин Кинг |
| 6      | Петра Квитова, Барбора Стрыцова |
| 5      | Луция Градецкая, Кончита Мартинес, Аранча Санчес-Викарио, Луция Шафаржова |
| 4      | Роберта Винчи, Маргарет Корт, Мартина Навратилова, Флавия Пеннетта, Гелена Сукова |
| 3      | Зина Гаррисон, Линдсей Дэвенпорт, Дженнифер Каприати, Ивонн Коули, Светлана Кузнецова, Гана Мандликова, Трейси Остин, Каролина Плишкова, Вирхиния Руано Паскуаль, Моника Селеш, Франческа Скьявоне, Сара Эррани |
| 2      | Ивета Бенешова, Лесли Боури, Ива Бударжова, Елена Веснина, Андреа Главачкова, Штеффи Граф, Кэрол Гребнер, Джуди Далтон, Кэти Джордан, Вера Звонарёва, Анастасия Мыскина, Мари Пьерс, Динара Сафина, Марцела Скугерска, Джиджи Фернандес, Джули Хелдман, Анна Чакветадзе, Пэм Шрайвер, Дженет Янг |
| 1      | Екатерина Александрова, Дениса Аллертова, Белинда Бенчич, Неус Авила-Бонастре, Пичис Бартковиц, Елена Бовина, Диэнн Бейлстрат, Беттина Бунге, Эжени Бушар, Патрисия Валкден, Симона Вальтерт, Коко Вандевеге, Даниэла Гантухова, Каролин Гарсия, Андреа Голикова, Виктория Голубич, Жанетта Гусарова, Габриэла Дабровски, Грета Делпорт, Елена Дементьева, Натали Деши, Вера Душевина, Радомира Зрубакова, Андреа Йегер, Элс Калленс, Дарья Касаткина, Бренда Кирк, Ким Клейстерс, Карин Кнапп, Клаудиа Коде-Кильш, Ализе Корне, Клара Коукалова, Патрисия Коулмэн, Стефани Коэн-Алоро, Карен Крантцке, Барбора Крейчикова, Вероника Кудерметова, Лоранс Куртуа, Андреа Леанд, Елена Лиховцева, Эмили Луа, Силке Майер, Екатерина Макарова, Ребекка Марино, Регина Маршикова, Бетани Маттек-Сандс, Кристина Младенович, Анхелес Монтолио, Амели Моресмо, Генриета Надьова, Яна Новотна, Анастасия Павлюченкова, Полин Пармантье, Надежда Петрова, Квета Пешке, Яна Поспишилова, Виржини Раззано, Лиза Реймонд, Керри Рид, Алисон Риск, Барбара Риттнер, Нэнси Ричи, Шелби Роджерс, Чанда Рубин, Людмила Самсонова, Мара Сантанджело, Мария Санчес-Лоренсо, Маги Серна, Анн-Гаэль Сидо, Катерина Синякова, Тереза Смиткова, Марина Стакушич, Слоан Стивенс, Мартина Суха, Джил Тайхман, Сандрин Тестю, Натали Тозья, Рената Томанова, Кристина Торренс-Валеро, Линда Уайлд, Винус Уильямс, Серена Уильямс, Патти Фендик, Лейла Фернандес, Мэри-Джо Фернандес, Фиона Ферро, Александра Фусаи, Сабина Хак, Лесли Хант, Дарлен Хард, Анке Хубер, Мария Шарапова, Робин Эбберн, Жюстин Энен |

Примечания: Учтены все спортсменки, сыгравшие по ходу турнира хотя бы одну игру в рамках матчевых встреч чемпионского сезона.

### Покрытие арены финального матча
| Покрытие   | Место проведения матчей финала |
| ---------- | ------------------------------ |
| Хард (20)  | Крытый корт (19)               |
| Грунт (24) | Крытый корт (19)               |
| Трава (6)  | Открытый корт (37)             |
| Ковёр (6)  | Открытый корт (37)             |